# USS PGM-8
USS PGM-1 – kanonierka typu PGM-1, która służyła w amerykańskiej marynarce podczas II wojny światowej. Stępka pod okręt została położona 2 listopada 1942 roku przez Wilmington Boat Works, Inc. w Wilmington w Kalifornii. Jednostkę zwodowano 1 maja 1943 roku. Pierwotnie był to ścigacz okrętów podwodnych typu SC-497 i został wprowadzony do służby 12 sierpnia 1943 roku jako USS SC-1366. 10 grudnia 1943 roku okręt przebudowano na kanonierkę typu PGM-1 i zmieniono jego nazwę na USS PGM-8. Po wojnie został sprzedany i przekazany do Foreign Liquidations Commission w Subic Bay na Filipinach, 20 maja 1947 roku. Jego dokładny los jest nieznany.